# Dietmar Brandes
Dietmar Brandes (* 12. März 1948 in Braunschweig) ist ein deutscher Botaniker, Universitätsprofessor und Bibliothekar. Seine Arbeitsschwerpunkte liegen in der Geobotanik, speziell in der Biodiversitätsforschung und der Invasionsforschung. Dietmar Brandes war bis 2013 Direktor der Universitätsbibliothek Braunschweig. Von 2014 bis 2016 war er Präsident der Braunschweigischen Wissenschaftlichen Gesellschaft.

## Leben
Brandes bekam 1966, noch vor seinem Abitur am Gymnasium Neue Oberschule, in Wien den Hörlein-Preis des vdbiol für eine vegetationskundliche Arbeit verliehen. Zum Wintersemester 1968/69 begann er an der TU Braunschweig ein Studium der Chemie und Botanik. 1973 erlangte er sein Diplom, seine Diplomarbeit schrieb er am Institut für Anorganische Chemie der TU Braunschweig. Dort arbeitete er auch als wissenschaftlicher Assistent. Brandes promovierte 1975 an der TU Braunschweig bei Armand Blaschette (1933–2015) über Präparative und mechanistische Untersuchungen an Organosiliciumperoxiden. Dadurch erlangte er den Grad eines Doktors der Naturwissenschaften (Dr. rer. nat.). 1985 habilitierte er sich in Braunschweig mit Die Ruderalvegetation des östlichen Niedersachsen: Syntaxonomische Gliederung, Verbreitung und Lebensbedingungen im Fach Botanik.
Dietmar Brandes engagierte sich bereits in jungen Jahren in der floristischen Kartierung in Südostniedersachsen, Mitteldeutschland und Österreich und leitet ab 1983 die Regionalstelle der floristischen Kartierung in Niedersachsen und Bremen. In diesem Zusammenhang veranstaltet er seit 40 Jahren für alle an der Flora der Region interessierten Personen wie Kollegen, Studierende, Gutachter und ehrenamtlich Kartierende (Citizen Scientists) einmal im Jahr die Braunschweiger Floristentreffen. Auf den ihnen wurden bislang mehr als 160 geobotanische Vorträge gehalten, oft die ersten in der Karriere der jungen Forschenden.
Brandes ist Leiter der Arbeitsgruppe „Vegetationsökologie und experimentelle Pflanzensoziologie“ am Institut für Pflanzenbiologie der TU Braunschweig. Die Schwerpunkte seiner Arbeitsgruppe liegen in der Biodiversitätsforschung ausgewählter Strukturen und Regionen, in der Untersuchung anthropogener Störungen und Beeinträchtigungen der Vegetation […] sowie in der Invasionsforschung. Von ihm wurde die „Literaturdatenbank zur Vegetationsökologie Mitteleuropas“ ins Leben gerufen. Das Besondere an der Datenbank ist, dass Wissenschaftler ihre Publikationen selbst eintragen können. Brandes war Gründungsmitglied des Gemeinsamen Bibliotheksverbundes (GBV).
Dietmar Brandes ist seit 1996 Mitglied der Braunschweigischen Wissenschaftlichen Gesellschaft (BWG), deren Vizepräsident er 2013 war. Von Januar 2014 bis Dezember 2016 hatte er das Amt des Präsidenten der BWG inne. Er war von 1989 bis 2011 Gründungsvorsitzender des Vereins der Freunde des Braunschweiger Botanischen Gartens, der ihn 2023 zum Ehrenmitglied ernannte. 2014 wurde ihm die Ehrenmitgliedschaft der NAGO (Naturkundliche Arbeitsgemeinschaft Osttirol) für botanische Forschungen im Bezirk Lienz verliehen. Ebenfalls 2014 ist er vom Niedersächsischen Ministerium für Wissenschaft und Kultur in das Kuratorium der Herzog August Bibliothek berufen worden,  das er Ende 2024 nach zwei Amtsperioden turnusmäßig wieder verlassen hat.

## Schriften (Auswahl)
Die meisten seiner über 400 Veröffentlichungen sind im Volltext zugänglich über den Publikationsserver der TU Braunschweig – LeoPARD (online) sowie über Researchgate oder ZOBODAT.
- Dietmar Brandes: Präparative und mechanistische Untersuchungen an Organosiliciumperoxiden. Dissertation an der TU Braunschweig, Braunschweig 1975.
- Dietmar Brandes (bearb.): Literatur über Pflanzenwelt und Naturschutz der Stadt Braunschweig. Stadtarchiv und Stadtbibliothek Braunschweig 1981.
- Dietmar Brandes: Die Ruderalvegetation des östlichen Niedersachsen: Syntaxonomische Gliederung, Verbreitung und Lebensbedingungen. Habilitations-Schrift, TU Braunschweig, 1985 (online).
- Dietmar Brandes, Detlef Griese: Siedlungs- und Ruderalvegetation von Niedersachsen: eine kritische Übersicht. Universitäts-Bibliothek der TU Braunschweig, 1991, ISBN 3-927115-10-X.
- Dietmar Brandes (Hrsg.): Vegetationsökologie von Habitatisolaten und linearen Strukturen. Tagungsbericht des Braunschweiger Kolloquiums über Habitatinseln und Lineare Strukturen (22. bis 24. November 1996). Universitäts-Bibliothek der TU Braunschweig, 1998, ISBN 3-927115-31-2.
- Dietmar Brandes (Hrsg.): Adventivpflanzen: Beiträge zu Biologie, Vorkommen und Ausbreitungsdynamik von gebietsfremden Pflanzenarten in Mitteleuropa. Tagungsbericht des Braunschweiger Kolloquiums vom 3. bis 5. November 2000. Universitäts-Bibliothek der TU Braunschweig, 2001, ISBN 3-927115-48-7.